# Cierzac
Cierzac – miejscowość i gmina we Francji, w regionie Nowa Akwitania, w departamencie Charente-Maritime.
Według danych na rok 1990 gminę zamieszkiwały 183 osoby, a gęstość zaludnienia wynosiła 35 osób/km² (wśród 1467 gmin regionu Poitou-Charentes Cierzac plasuje się na 812. miejscu pod względem liczby ludności, natomiast pod względem powierzchni na miejscu 1062.).